# Gebirgsinfanteriebataillon 85

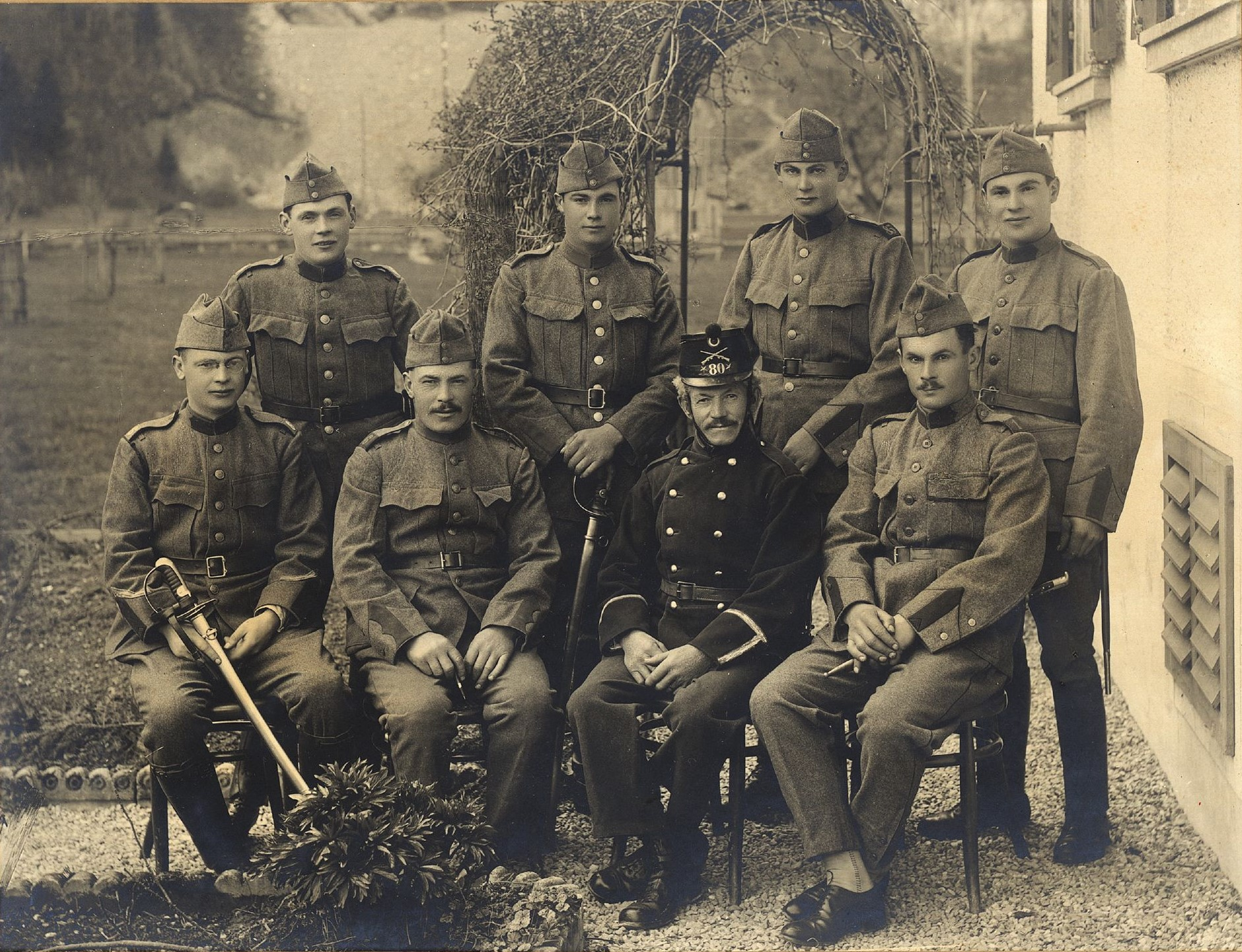
Soldaten des Inf Rgt 32 in Glarus um 1915, darunter Inf Bat 80 und 85

Das Gebirgsinfanteriebataillon 85 (Geb Inf Bat 85, ugs. 85i) ist eines der ältesten Füsilierbataillone der Schweizer Armee. Es wurde 1876 gegründet, war seit 1936 den Gebirgstruppen und ab 1962 der Gebirgsdivision 12 unterstellt. Das Gebirgsfüsilierbataillon 85 war eine Einheit des Kantons Glarus, die Ende 2002 aufgelöst wurde und 2008 als Gebirgsinfanteriebataillon 85 neu gegründet wurde. Es wird mit Milizsoldaten gebildet.

## Geschichte
Das Füsilierbataillon 85 wurde am 26. Januar 1876 vom Glarner Landrat gegründet, obwohl die Kantone damals bereits die meisten militärischen Kompetenzen an den Bund abgetreten hatten.  Kommandanten und Soldaten stammten grösstenteils aus dem Kanton Glarus und der Landrat musste jeden Bataillonskommandanten formell bestätigen. Für die  Glarner Landsgemeinde und die Schlachtfeier («Fahrt») in Näfels, stellte das Bataillon meistens die Ehrenkompanie.

### Erster Weltkrieg
Laut «Ordre de Bataille» von 1917 gehörten zur 6. Division (ab 1936 7. Division) die Infanteriebrigade 16 mit den Infanterieregimentern 31 und 32. Zum Infanterieregiment 32 gehörten die Bataillone 79 SG, 80 SG und 85 GL.
Während des Ersten Weltkrieges war das Bataillon an verschiedenen Orten zum Grenzschutzdienst (Grenzbesetzung) eingesetzt. Der gefährlichste Abschnitt lag beim Stilfser Joch am Umbrailpass, wo die Front zwischen den verfeindeten Staaten Österreich-Ungarn und Italien verlief.

### Zweiter Weltkrieg
Im Zweiten Weltkrieg wurde das Bataillon zunächst in Graubünden und im Toggenburg eingesetzt. Nach dem Vorstoss der deutschen Wehrmacht gegen den Schweizer Jura, wurde das 85i im Juni 1940 nachts alarmmässig ins Welschland verschoben. 
1940 wurde das Bataillon im  Reduit als Teil der «Gruppe Glärnisch» im Glarnerland eingesetzt und direkt dem 4. Armeekorps unterstellt.

#### Sperrstelle Näfels

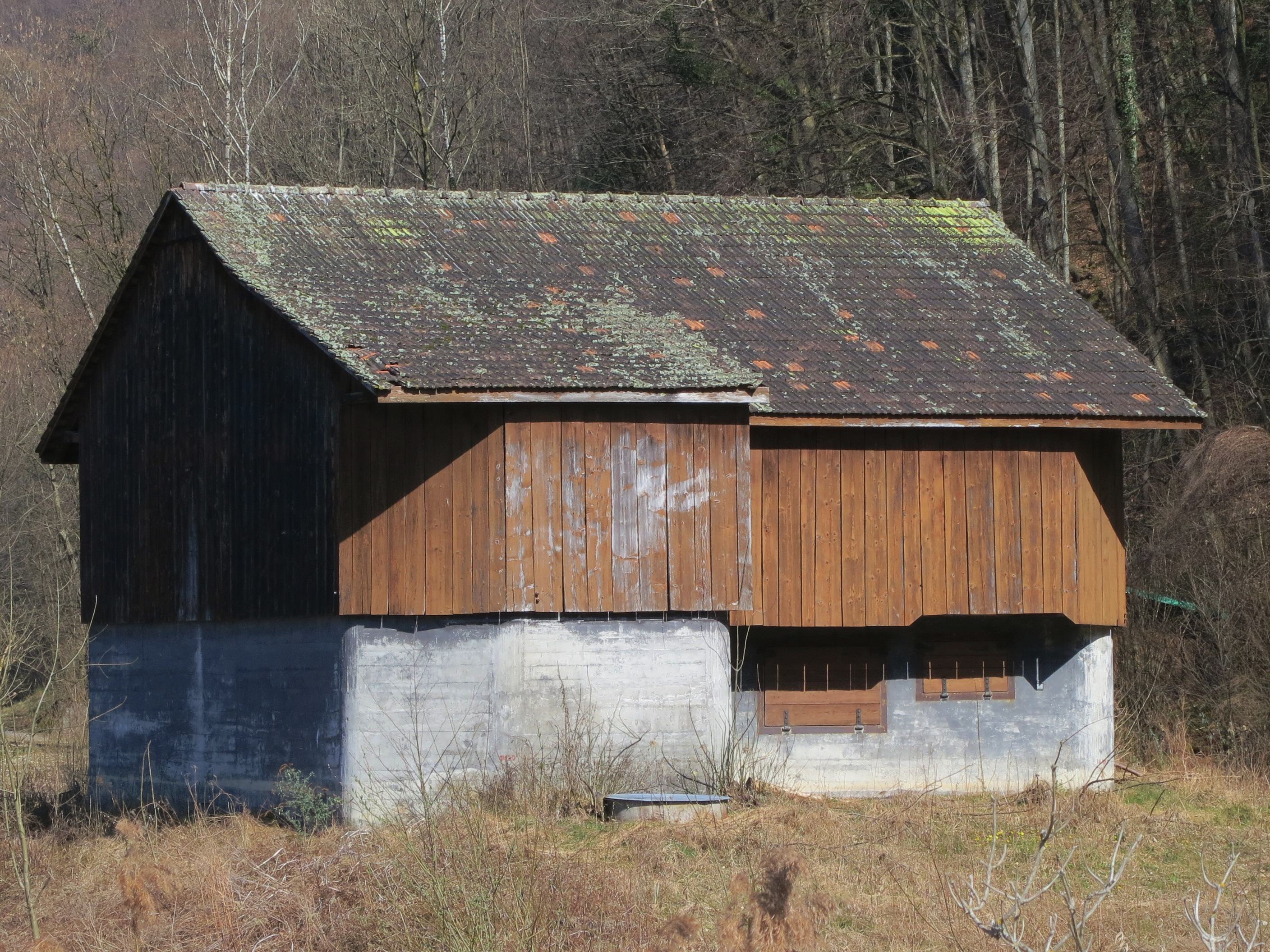
Infanteriebunker Sitenhölzli A 6761 am Escherkanal

Die Sperrstelle Näfels der Gruppe Glärnisch war ein Geländepanzerhindernis, das sich nördlich von Näfels quer über den Taleingang ins Glarnerland erstreckte und folgende Infanterie- und Artilleriewerke umfasste:
- Infanteriewerk Starkenbach-Nord, Kaverne für Panzerabwehr A 6002	⊙
- Kommandoposten der Bergli Gruppe Glärnisch A 6710	⊙
- Kommandoposten Feldbachrippe A 6731 Infanterieregiment 35⊙
- Artilleriewerk Näfels-Niederberg A 6740 ⊙
- Infanteriewerk Hang, Bunker für Panzerabwehr A 6742 ⊙
- Artilleriewerk Beglingen A 6756 ⊙
- Infanteriewerk Damm, Bunker für Panzerabwehr A 6759 ⊙
- Infanteriewerk Sitenhölzli, Bunker für Panzerabwehr A 6761 ⊙
- Infanteriewerk Schlösslirippe, Kaverne für Panzerabwehr A 6829
- Infanteriewerk Windegg, Kaverne für Panzerabwehr A 6837 ⊙
- Infanteriebunker Zeinenfurggel ⊙

### Auftrag und Einsatzraum im Rahmen der Armee 61
Mit der Armee 61 wurde das Bataillon als Teil des Gebirgsinfanterieregimentes 35 der neu geschaffenen Gebirgsdivision 12 des Gebirgsarmeekorps 3 zugeteilt.

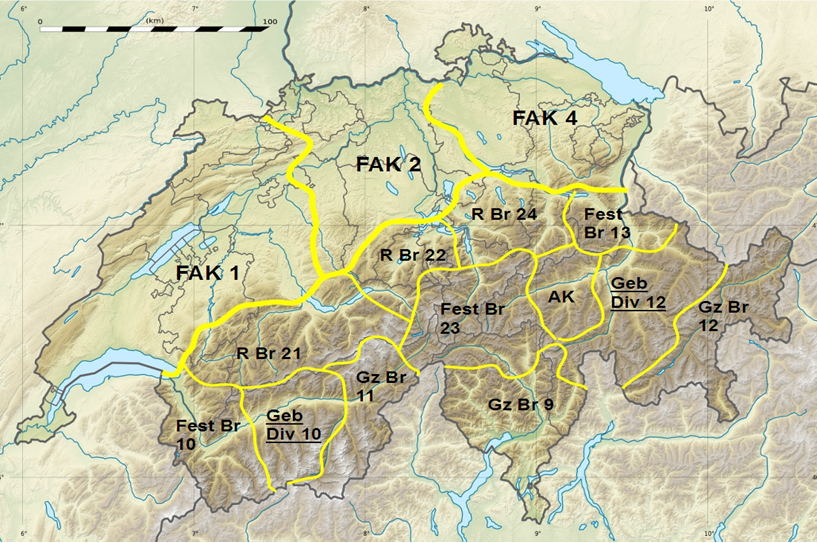
Einsatzraum der Gebirgsdivision 12 im Grunddispositiv 1992

Die Gebirgsdivision 12 hatte die Ostflanke des Gotthards zu sperren, den Anschluss an die Festungsbrigade 13 (Fest Br 13) zu halten, die Nationalstrasse N13 (A13) (San-Bernardino-Achse) zu schützen und sich als Reserve für eine Felddivision bereitzuhalten. 
Der Einsatzraum der verstärkten Division erstreckte sich ab der Landesgrenze 120 km in der Ost-West-Achse und 70 km in der Nord-Süd-Achse und deckte einen Grossteil des Kantons Graubünden ab.
Mit der Armee 95 wurde der Train durch eine Panzerabwehrlenkwaffenkompanie ersetzt, womit aus dem Gebirgs- ein Feldbataillon wurde. 
2002 wurde das Geb Füs Bat 85 mit vielen anderen aufgelöst. Mit der Armee XXI gibt es keine Glarner Bataillone mehr.

## Heute
Am 1. Juli 2008 wurde wegen der Nachfrage nach Infanteriebataillonen das 85. als mechanisiertes Gebirgsinfanteriebataillon neu gebildet. Es besteht aus:
- Stab Geb Inf Bat
- Geb Inf Stabskp 85
- Geb Inf Kp 85/1, 85/2, 85/3
- Geb Inf Ustü Kp 85/4

Es hat einen Sollbestand von rund 1000 Mann. Zur Ausrüstung gehören neben den Infanteriewaffen, Radschützenpanzer 93 „Piranha“, Aufklärungsfahrzeuge 93/97 «Eagle» sowie Transportfahrzeuge und Lastwagen.